# Medalla Conmemorativa del 1500.º Aniversario de Kiev
La Medalla Conmemorativa del 1500.º Aniversario de Kiev (en ruso: Медаль «В память 1500-летия Киева»), es una medalla conmemorativa estatal de la Unión Soviética establecida por decreto del Presídium del Sóviet Supremo de la URSS del 10 de mayo de 1980, para conmemorar el 1500.º aniversario de la fundación de la ciudad de Kiev, capital de la entonces RSS de Ucrania.

## Historia
Fue otorgado a miembros prominentes de la sociedad soviética residentes en Kiev, incluidos los veteranos de la Gran Guerra Patria y miembros en servicio de las fuerzas armadas por los servicios en tiempos de guerra y de paz en la ciudad de Kiev.
La primera entrega de la medalla se realizó el 26 de mayo de 1982. El Primer Secretario del Comité Central del Partido Comunista de Ucrania Volodimir Scherbitski entregó una medalla al Secretario General del Comité Central del PCUS Leonid Brézhnev «por su enorme contribución al desarrollo sociocultural y económico de la capital de Ucrania, la ciudad de Kiev».
Hasta el 1 de enero de 1995, la medalla se había otorgado a aproximadamente 780 180 personas.

## Estatuto
Según el reglamento de concesión de la medalla, se premió a los siguientes grupos de población:
- Trabajadores, especialistas de la economía nacional, trabajadores de la ciencia y la cultura, agencias gubernamentales y organizaciones públicas, personal militar, jubilados y otras personas que hayan contribuido al desarrollo económico y sociocultural de la ciudad
- Participantes en la defensa de Kiev durante la Gran Guerra Patria, galardonados con la Medalla por la Defensa de Kiev, partisanos y combatientes clandestinos que lucharon contra el enemigo en Kiev y en sus alrededores
- Militares que participaron en la liberación de la ciudad como parte de las Fuerzas Armadas de la URSS, independientemente de su lugar de residencia en la actualidad.

El premio estaba condicionado a haber residido en la ciudad de Kiev o sus suburbios durante un mínimo de 10 años.
La medalla era otorgada en nombre del Presídium del Sóviet Supremo de la Unión Soviética por el comité ejecutivo del Consejo de Diputados del Pueblo Trabajador de la ciudad de Kiev.
La medalla era entregada:
- En el caso de militares: por los comandantes de unidades militares, formaciones, jefes de instituciones, instituciones
- En el caso de civilesː por los comités ejecutivos de los Soviets de Diputados del Pueblo Trabajador de distrito y ciudad.

La medalla se lleva en el lado izquierdo del pecho y, en presencia de otras órdenes y medallas de la URSS, se coloca inmediatamente después de la Medalla Conmemorativa del 250.º Aniversario de Leningrado. Si se usa en presencia de medallas y órdenes de la Federación de Rusia, estas últimas tienen prioridad.

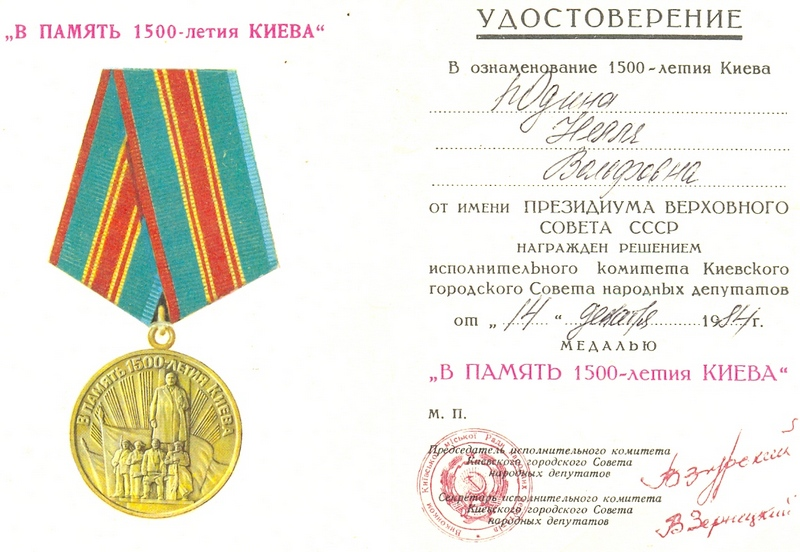
Certificado de concesión de la medalla

Cada medalla venía con un certificado de premio, este certificado se presentaba en forma de un pequeño folleto de cartón de 8 cm por 11 cm con el nombre del premio, los datos del destinatario y un sello oficial y una firma en el interior.

## Descripción

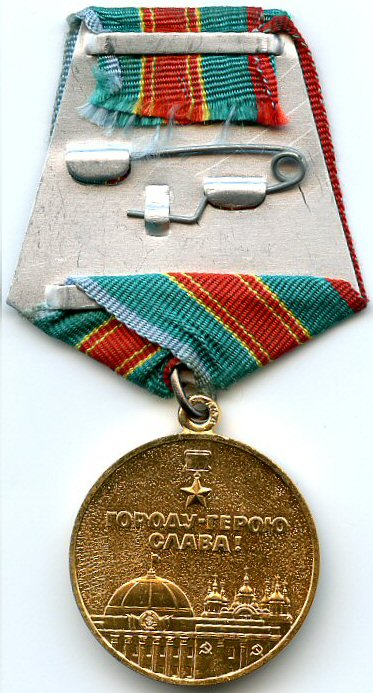
Reverso de la Medalla Conmemorativa del 1500.º Aniversario de Kiev

La medalla Conmemorativa del 1500.º aniversario de Kiev está hecha de bronce y tiene la forma de un círculo regular con un diámetro de 32 mm, con un borde elevado por ambos lados.
En el anverso de la medalla, sobre el fondo de estandartes desplegados y rayos divergentes, se puede observar la imagen del monumento en honor a la Gran Revolución Socialista de octubre, erigido en la ciudad de Kiev. En la parte superior de la medalla a lo largo de la circunferencia hay una inscripción: «En memoria del 1500 aniversario de Kiev» (en ruso: «В память 1500-летия Киева»).
En el reverso, en la parte superior hay una inscripción de una «Estrella de Oro» de Héroe de la Unión Soviética, debajo de ella hay una inscripción en dos líneas: «¡GLORIA A LA CIUDAD DE LOS HÉROES!» (en ruso: «ГОРОДУ-ГЕРОЮ СЛАВА!»). En la parte inferior de la medalla hay una imagen del edificio del Sóviet Supremo de la República Socialista Soviética de Ucrania, a su derecha, la imagen de la Catedral de Santa Sofía, un monumento cultural del siglo XI.
La medalla está conectada con una orejeta y un anillo a un bloque pentagonal cubierto con una cinta de muaré de seda verde de 24 mm de ancho con rayas rojas y azules a lo largo de los bordes, de 2 mm de ancho cada una. En el medio de la cinta hay una franja roja de 8 mm de ancho, bordeada por dos franjas doradas de 0,5 mm cada una con una distancia de 1 mm entre ellas.